# El Diario Nueva York
El Diario Nueva York és el principal diari i el més antic en llengua castellana dels Estats Units d'Amèrica. Publicat per ImpreMedia, el periòdic cobreix notícies locals, nacionals i internacionals amb èmfasi en Amèrica Llatina. El 2013 va celebrar els seus 100 anys amb una festa a la Grand Central Station de Nova York.

## Història
El diari es va crear l'any 1963 a partir de la fusió d'El Diario de Nueva York (fundat el 1947) i La Prensa (establert com a setmanari el 1913 per Rafael Viera i convertit en diari el 1918 quan va ser adquirit per José Camprubí) quan tots dos van ser adquirits per O. Roy Chalk. El 1981, Chalk va vendre el diari a Gannett Company en un acord valorat en 10 milions de dòlars.
L'editor del diari, Carlos D. Ramírez, i el seu grup d'inversió El Diario Associates, van comprar el diari el 1989 a Gannett per un preu de poc més de 20 milions de dòlars. El Diario Associates es va incorporar el 1995 a Latin Communications Group, una empresa que gestiona 18 emissores de ràdio, amb Ramírez dirigint la divisió d'impressió del negoci i formant part del consell.
El Diario Nueva York es va fusionar amb La Opinión de Los Angeles el 2004 per formar ImpreMedia. La Opinión és l'editor de diaris en castellà més gran dels EUA. El principal competidor d'El Diario Nueva York és Hoy, un diari en castellà amb 180.000 lectors a Nova York. No obstant això, el 12 de febrer de 2007 ImpreMedia va anunciar la compra d'Hoy al conglomerat mediàtic Tribune Media Company.